# Phare de Trubaduren
Le phare de Trubaduren (en suédois : Trubaduren kassunfyr) est un  phare en mer de Cattégat  appartenant à la commune de Göteborg, dans le comté de Västra Götaland (Suède).

## Histoire
Ce phare automatique à caisson a été construit en 1965 pour remplacer le bateau-phare de 1926  au large du phare de Vinga. Il est électrifié par câble sous-marin et équipé d'un radar Racon. Il possède trois générateurs de secours fonctionnant au diesel.
Il est situé sur un haut-fond à environ 3 km au sud-est de l'île de Vinga et 8 km à l'ouest de l'île de Donsö

## Description
Le phare  est une tour circulaire surmontée d'un hélipad de 26 mètres de haut, avec deux galeries. La moitié supérieure du phare est rouge et la moitié intérieure est noir. Il émet, à une hauteur focale de 24 mètres, trois longs éclats (blanc, rouge et vert) selon différents secteurs toutes les 30 secondes. Sa portée nominale est de 20 milles nautiques (environ 37 km) pour le feu blanc et rouge, et 17 pour le feu vert.
Identifiant : ARLHS : SWE-070 ; SV-7552 - Amirauté : C0569 - NGA : 1024.

## Caractéristique dufeu maritime
Fréquence : 30 secondes (W-R-G)
- Lumière : 3 secondes
- Obscurité : 3,5 secondes
- Lumière : 3 secondes
- Obscurité : 3,5 secondes
- Lumière : 3 secondes
- Obscurité : 14 secondes

|          |
| Le phare |

### Lien connexe
- Liste des phares de Suède